# Coutot-Roehrig
Coutot-Roehrig est une entreprise de recherches d'héritiers et de vérifications de dévolutions successorales créée en 1894 par Amédée Coutot, fondateur du fonds Coutot. Au 31 décembre 2023, Coutot-Roehrig affiche un chiffre d'affaires de 74 millions d'euros et emploie 380 salariés,.
L'entreprise possède 49 succursales réparties majoritairement en France, mais aussi en Espagne, en Italie, aux États-Unis, au Luxembourg, en Belgique, à Monaco, en Suisseet en Allemagne.

## Histoire
Sauf indication contraire, les informations ci-dessous proviennent de la rubrique histoire du site internet de l'entreprise
- 1894 : Création du cabinet Coutot à Paris par Amédée Coutot
- 1924 : Maurice Coutot succède à son père à la tête du cabinet
- 1966 : Entrée de Jean-Claude Roehrig aux côtés de Maurice Coutot
- 1974 : Parution du livre de Maurice Coutot, Ces héritiers que je cherche
- 1979 : Jean-Claude Roehrig prend la direction du cabinet
- 1994 : Le cabinet Coutot-Roehrig prend le statut de Société anonyme
- 1998 : Parution du livre de Jean-Claude Roehrig, En quête d'héritiers
- 2002 : Première implantation européenne du cabinet en Italie
- 2006 : Création de la succursale de Bruxelles et partenariat avec un correspondant en Pologne
- 2010 : La société dépasse les 30 succursales avec l'ouverture d'une succursale en Suisse[6]
- 2011 : Guillaume Roehrig est nommé Président Directeur Général
- 2012 : Création de Coutot-Roehrig International, la société compte 37 succursales[7]
- 2014 : Ouverture d'une 40e succursale à San Francisco
- 2018 : Coutot-Roehrig participe au documentaire Chasseurs d'héritiers - Grands Reportages diffusé par TF1[8]
- 2019 : Ouverture du capital à Capza et BPI France[9]
- 2020 : Diffusion de la série Recherche Héritiers[10] sur France 3 - 6 épisodes
- 2023 : Luxempart prend le relais de Capza au capital de Coutot-Roehrig[11]
- 2024 : Diffusion de la web-série Histoires en Héritage[12]
- 2025 : Création d'une succursale en Allemagne

## Métier
Le principal métier d’entreprises comme  Coutot-Roehrig est la généalogie successorale. Le généalogiste successoral a pour mission, lors d’un décès où il existe un doute sur le nombre ou la qualité des personnes pouvant prétendre à une part du patrimoine, de retrouver les héritiers vivants et de répartir les parts dudit patrimoine. Cette répartition se fait selon les degrés de parenté des héritiers avec le défunt et selon les articles 731 et suivants du Code civil.
L'honoraire du généalogiste successoral est prélevé sur la part de l'héritier retrouvé à la suite de la signature d'un contrat les liant. Ce dernier contrat permet de couvrir l'héritier tout au long du règlement de la succession,.

## Pour approfondir